# Eugen von Keyserling

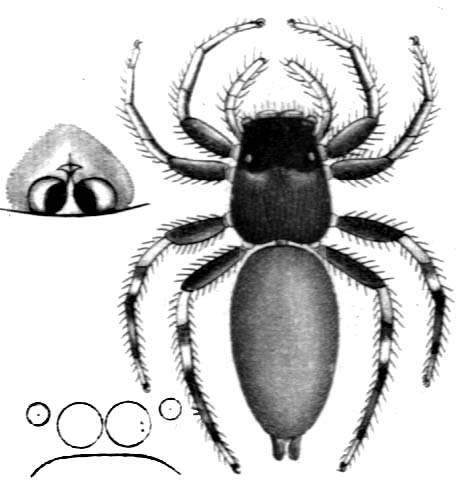
Disseny anatòmic de Salticidae Cosmophasis obscura, realitzat per Eugen Graf von Keyserling

Conde Eugen von Keyserling, (abreujat Keyserling), va ser un naturalista alemany germà-bàltic, nascut el 4 d'abril de 1833 en Pockroy, actualment Lituània, aleshores administrat per l'Imperi Rus, i mort el 4 d'abril de 1889 a Silèsia, a conseqüència de la tuberculosi.

## Biografia
Estudià Història natural en Tartu el 1851. Des de 1856 a 1859, va viatjar per l'Imperi Rus, el Caucas, Armènia i Pèrsia. El 1860 es va traslladar a Anglaterra i s'embarcà cap a Àfrica, però va emmalaltir a Algèria, i hagué de tornar a Europa, a França. S'instal·là el 1864 a Silèsia, on va comprar una gran finca. Va dedicar el seu temps lliure a l'estudi de les aranyes, en particular, a aquelles que rep dels seus corresponsals al continent americà. El seu llibre, Die Amerikas Spinnen el completà amb George Marx (1838-1895).

## Altres obres
- Er beendete Die Arachniden Australiens (1871–1883) für Ludwig Carl Christian Koch
- Die Spinnen Amerikas (va editar post mortem: George Marx). Bauer & Raspi, Nürnberg 1880–1893, 6 parts en 4 vols.

## Taxas descrites
- Ctenidae Keyserling, 1877,
- Sicariidae Keyserling, 1870,
- Audifia Keyserling, 1884, (Theridiidae)
- Aysha Keyserling, 1891, (Anyphaenidae)
- Azilia Keyserling, 1881, (Tetragnathidae)
- Bertrana Keyserling, 1884, (Araneidae)
- Ceraarachne Keyserling, 1880, (Thomisidae)
- Epeiroides Keyserling, 1886, (Araneidae)
- Faiditus Keyserling, 1884, (Theridiidae)
- Heurodes Keyserling, 1886, (Araneidae)
- Ordgarius Keyserling, 1886, (Araneidae)
- Paraplectanoides Keyserling, 1886, (Araneidae)
- Pronous Keyserling, 1881, (Araneidae)
- Taczanowskia Keyserling, 1879, (Araneidae)
- Thymoites Keyserling, 1884, (Theridiidae)
- Araneus albotriangulus Keyserling, 1887, (Araneidae)
- Helophora reducta Keyserling, 1886, (Linyphiidae)

## Honors

### Eponimia
- Argiope keyserlingi Karsch, 1878, (Araneidae)
- Chrysometa keyserlingi Levi, 1986, (Tetragnathidae)
- Dipoena keyserlingi Levi, 1963, (Theridiidae)
- Eustiromastix keyserlingi Taczanowski, 1878,(Salticidae)
- Josa keyserlingi L. Koch, 1866, (Anyphaenidae)
- Phoneutria keyserlingi F. O. P.-Cambridge, 1897, (Ctenidae)
- Singa keyserlingi McCook, 1894, (Araneidae)
- Xysticus keyserlingi Bryant, 1930, (Thomisidae)
- Zygiella keyserlingi Ausserer, 1871, (Araneidae)

## Col·leccions
A la seva mort deixa una impressionant col·lecció de més de 10.000 espècimens d'aranyes va ser adquirida pel Museu d'Història Natural de Londres.